# Барчук Володимир Васильович
Володимир Васильович Барчук (24 грудня 1973, м. Коломия, Івано-Франківська область — 22 червня 2022, с. Дементіївка, Харківська область) — український військовослужбовець, капітан Збройних сил України, учасник російсько-української війни. Герой України (2023).

## Життєпис
Володимир Барчук народився 24 грудня 1973 року в місті Коломиї, нині Коломийської громади Коломийського району Івано-Франківської области України.
Від 1988 — у Києві, де започаткував власний бізнес.
25 червня 2021 року уклав контракт з ТрО м. Києва. У перші години широкомасштабного російського вторгнення пішов добровольцем на фронт. 24 лютого 2022 року вже перебував на захисті одного із аеропортів Києва. Брав участь у боях за Ірпінь та Бучу.
Під час оборони Харкова був призначений командиром 8-ї стрілецької роти 130-го батальйону ТрО м. Києва. Загинув 22 червня 2022 року, під час виконання бойового завдання в с. Дементіївка на Харківщині.
Похований в м. Боярка, що на Київщині.

## Нагороди
- звання Герой України з удостоєнням ордена «Золота Зірка» (8 липня 2023, посмертно) — за особисту мужність і героїзм, виявлені у захисті державного суверенітету та територіальної цілісності України, самовіддане служіння Українському народові[1].

## Вшанування пам'яті
У травні 2023 року на фасаді Коломийського ліцею № 2 відкрили пам'ятну дошку на честь Володимира Барчука.